# Asterosteus
Asterosteus là một chi cá da phiến Eifelian. Loài điển hình, A. stenocephalus, được biết tới từ một hộp sọ không hoàn chỉnh của kỷ Dvon giữa tại Ohio.